# Grottoes
Grottoes és una població dels Estats Units a l'estat de Virgínia. Segons el cens del 2000 tenia 2.114 habitants.

## Demografia
Segons el cens del 2000, Grottoes tenia 2.114 habitants, 861 habitatges, i 593 famílies. La densitat de població era de 613,7 habitants per km².
Dels 861 habitatges en un 36,2% hi vivien nens de menys de 18 anys, en un 53,2% hi vivien parelles casades, en un 11,4% dones solteres, i en un 31,1% no eren unitats familiars. En el 27,2% dels habitatges hi vivien persones soles l'11,7% de les quals corresponia a persones de 65 anys o més que vivien soles. El nombre mitjà de persones vivint en cada habitatge era de 2,46 i el nombre mitjà de persones que vivien en cada família era de 2,98.
Per edats la població es repartia de la següent manera: un 27% tenia menys de 18 anys, un 7,5% entre 18 i 24, un 34% entre 25 i 44, un 20,5% de 45 a 60 i un 10,9% 65 anys o més.
L'edat mediana era de 34 anys. Per cada 100 dones de 18 o més anys hi havia 84,8 homes.
La renda mediana per habitatge era de 38.618 $ i la renda mediana per família de 46.574 $. Els homes tenien una renda mediana de 32.500 $ mentre que les dones 25.500 $. La renda per capita de la població era de 17.195 $. Entorn del 5,5% de les famílies i el 7,2% de la població estaven per davall del llindar de pobresa.

## Poblacions més properes
El següent diagrama mostra les poblacions més properes.